# Enrico Varriale
Enrico Varriale (Napoli, 22 gennaio 1960) è un giornalista e conduttore televisivo italiano, ex vicedirettore di Rai Sport.

## Biografia
Diventa giornalista professionista nel 1985, alternando lo studio universitario al lavoro di giornalista presso la tv privata napoletana Canale 21 e redattore presso Il Mattino. Nel 1986 approda alla sede Rai di Napoli, collaborando con il Tg regionale. Nel 1989 passa alla redazione Rai di Roma e lavora nella redazione sportiva del TG3, diretta da Aldo Biscardi, che lo promuoverà come inviato di punta a Il processo del lunedì. Si sposa con la collega Paola Aristodemo, dalla quale nel 1992 ha la primogenita Vittoria.
Da metà anni novanta diventa inviato speciale al seguito della nazionale italiana di calcio, che accompagna in quattro campionati del mondo e in due campionati europei. Dal 1994 passa alla Tgs, attuale Rai Sport, e partecipa a programmi come 90º minuto e La Domenica Sportiva in onda su Rai 2. Nel 1996 nasce la seconda figlia Francesca; in seguito si separa dalla moglie. Dal 2000 al 2015 conduce Stadio Sprint, sempre su Rai 2, affiancato prima dall'ex calciatore Vincenzo D'Amico e poi da Bruno Gentili. Nel 2010 è inviato in Sudafrica al seguito della nazionale italiana ai mondiali e nel 2012 è opinionista delle partite degli Europei nella trasmissione Rai condotta da Franco Lauro. Dal 2012 conduce anche Novanta Minuti su Rai Sport 1 insieme a Valeria Ciardiello. Dal settembre 2013 conduce Il processo del lunedì su Rai Sport 1, fino alla chiusura del programma nel 2016.
Nel 2010 ha pubblicato A bordo campo: il calcio oltre la linea bianca, con la prefazione di Marcello Lippi, e nel 2011 Napoli 8 e 1/2, dedicato agli 85 anni di rapporto tra la città e la squadra di calcio partenopea, formazione della quale è tifoso.
Viene nominato vicedirettore di Rai Sport nel gennaio 2019, dal settembre successivo assume la conduzione di 90º minuto.  Nel 2021, in occasione del campionato europeo, ha commentato i pre e post-partita della nazionale italiana insieme a Claudio Marchisio direttamente allo stadio. Ha poi lasciato la conduzione di 90º minuto a Marco Lollobrigida.

## Controversie
- Nell'ottobre 1997 Cesare Maldini, all'epoca commissario tecnico della nazionale italiana, lo definì «bassottino».[4][5] Due anni più tardi, dopo la qualificazione della nazionale italiana al campionato europeo del 2000, rimarcò in un'intervista a Dino Zoff, allenatore della rappresentativa italiana, la scarsa qualità di gioco, incorrendo nella brusca reazione dell'ex portiere e commissario tecnico della nazionale azzurra.[6]
- Il 24 novembre 2002, durante una puntata di Stadio Sprint, Carlo Mazzone (tecnico del Bologna) lo richiamò ad un maggior rispetto nei confronti degli intervistati.[7]
- Il 15 maggio 2006, nell'ambito dello scandalo Calciopoli riportò ai Carabinieri[8] indiscrezioni che insieme ad altre avrebbero portato a processo il giornalista Ignazio Scardina, poi scagionato da ogni accusa.
- Nel novembre 2008 litigò con gli allenatori José Mourinho e Walter Zenga: mentre il primo abbandonò l'intervista ritenendosi offeso[9], il secondo scambiò vari insulti col giornalista.[10] I due si riappacificarono pochi giorni più tardi.[11]
- Ulteriori polemiche hanno interessato i rapporti del giornalista con il presidente del Genoa Enrico Preziosi (dicembre 2009)[12], con l'allenatore Alberto Malesani (gennaio 2010)[13] e con il presidente della Lazio Claudio Lotito (aprile 2015).[14]

## Procedimenti giudiziari
- Nel settembre 2021 è indagato per stalking e lesioni nei confronti dell'ex compagna, che ha denunciato anche di essere stata picchiata e insultata. Il giudice del Tribunale di Roma ha disposto a carico di Varriale la misura cautelare del "divieto di avvicinamento" alla persona offesa[15][16]. Al termine delle indagini, nel novembre 2021, è stato chiesto per il giornalista il processo immediato, in quanto la Procura della Repubblica ha ritenuto "schiaccianti" le prove a suo carico. Il processo di primo grado, iniziato nel gennaio 2022[17], si è concluso con una condanna a 10 mesi per stalking e lesioni.[18]
- Nel dicembre 2021 un'altra donna lo ha denunciato con l'accusa di averla picchiata e a carico del giornalista è stata aperta un'indagine per stalking e violenza privata.[19][20][21]

## Premi
Nel 2003 ha ricevuto il Premio Penisola Sorrentina "Arturo Esposito" con la seguente motivazione:
()
Nel 2010 ha inoltre ricevuto il Premio Ischia, riservato al miglior giornalista sportivo.